# Girard Ier de Roussillon
Pour les articles homonymes, voir Girard.
Girard Ier, dit  Guinard , comte de Roussillon de 1102 à sa mort en 1113.

## Biographie
Fils et héritier du comte Guislabert II, il participa à la première croisade sous les ordres de Raymond de Saint-Gilles. Il s'illustra notamment en entrant parmi les premiers dans Jérusalem le 15 juillet 1099. Il rentra brièvement en Roussillon entre 1100 et 1105, avant de repartir vers la Terre Sainte à la demande de Raimond de Saint-Gilles. Durant son absence, c'est sa femme la comtesse Agnès qui dirigea le comté. Après la mort de Bertrand de Toulouse, fils de Raimond de Saint-Gilles, en 1112, il rentra en Roussillon. Il fut assassiné peu après dans des circonstances obscures.
Girard était marié à Agnès dont il eut :
- Gausfred III. Gausfred III était trop jeune pour régner au décès de son père, c'est son oncle Arnaud Gausfred qui occupa la régence.
- Béatrice de Roussillon, mariée avec Guilhem de Narbonne.